# Ткач, Дмитрий Григорьевич
Дмитрий Григорьевич Ткач (1907 — ?) — советский хозяйственный, государственный и политический деятель.

## Биография
Родился в 1907 году в селе Попенки. Член ВКП(б) с 1938 года.
С 1935 года — на хозяйственной, общественной и политической работе. В 1935—1972 гг. — на литературной работе, в РККА, ответственный редактор газеты «Молдова сочиалистэ», секретарь ЦК КП(б) Молдавии, слушатель Высшей партийной школы при ЦК КПСС, секретарь ЦК КП Молдавской ССР, заведующий Отделом Совета Министров Молдавской ССР, начальник Архивного управления при СМ Молдавской ССР.
Избирался депутатом Верховного Совета СССР 3-го и 4-го созывов.
Умер после 1985 года.